# Castellum de Abrud
El Castellum de Abrud (en rumano: Castellum de la Abrud - „Cetățeaua”, en latín: Abruttus) es un yacimiento situado en Abrud, distrito de Alba, en Transilvania, Rumanía. Está constituido por lo que fue una fortificación cuadrilátera, con un perímetro de 300 m, un área de 2000 m2, cuya trinchera exterior es visible.
Fue un campamento de tropas auxiliares romanas, cuya guarnición estaba encargada de custodiar las minas de oro de Alburnus Maior, la actual Roșia Montană
Fue conocida también con los nombres Abruttus, Auraria Maior, Alburnus Minor, Auraria Daciae.

## Situación
El yacimiento está ubicado al noreste de la ciudad en el campo Cetate en una meseta alta. La plaza fuerte es fácilmente reconocible como una plaza elevada en el terreno.

## Hallazgos arqueológicos
Durante las excavaciones arqueológicas realizadas entre 1977 y 1978 bajo la dirección de Vasile Moga, sólo se pudo identificar una fase de construcción. Se trata de un almacén de madera y tierra de planta rectangular y dimensiones de eje del orden de 40 m por 50 m, lo que corresponde a una superficie cubierta de 0,2 hectáreas. Con este tamaño, el campamento puede verse como un fuerte para un numerus compuesto por un máximo de dos centurias. 
Con sus costados, el campamento se orientaba toscamente a los cuatro puntos cardinales. Estaba rodeado por un muro de madera y tierra de 3,5 m de ancho y 1,7 m de alto, frente al cual discurría un único foso de 2,9 m de ancho y 1,9 m de profundidad como obstáculo a la aproximación. No se sabe nada sobre las estructuras de las puertas y las torres o los edificios interiores. No se ha transmitido el nombre de las tropas estacionadas en el fuerte. Las fechas de inicio y finalización no son posibles de determinar debido al material insuficiente, con su construcción simple y propensa a la erosión, el campamento no debió haber existido por mucho tiempo, aproximadamente entre el siglo II y el siglo III.

## Ubicación de los hallazgos y protección de los monumentos
Los hallazgos arqueológicos del castellum de Abrud se almacenan en el Muzeul Unirii de Alba Iulia
Todo el sitio arqueológico y, en particular, el castellum están protegidos como monumentos históricos por la Ley N° 422/2001, aprobada en 2001, y están registrados en la Lista Nacional de Monumentos Históricos (Lista Monumentelor Istorice) con el código LMI AB-IsB-00006. El Ministerio de Cultura y Patrimonio Nacional (Ministerul Culturii și Patrimoniului Național) es responsable de su protección, en particular, la Dirección General de Patrimonio Cultural Nacional, el Departamento de Bellas Artes, la Comisión Nacional de Monumentos Históricos y otras instituciones dependientes del Ministerio. Las excavaciones no autorizadas y la exportación de objetos antiguos están prohibidas en Rumania. 